# Catalaanse Atlas

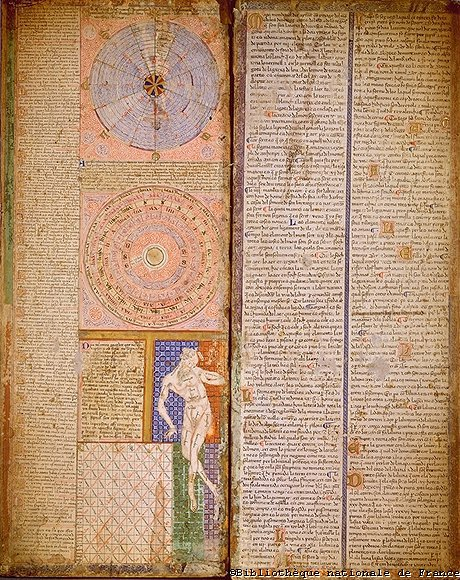
Eerste paneel: Kosmografie

De Catalaanse Wereldatlas is een in 1375 door Abraham Cresques (1325–1387) en zijn zoon Jehoeda (1350–1427) ontworpen wereldatlas. Deze grote en rijk geïllustreerde atlas in de stijl van de portolanen vormt een hoogtepunt in de middeleeuwse cartografie. De bekende wereld van de Atlantische Oceaan tot China wordt op acht panelen uitgebeeld. De Cresques' maakten als een van de eersten gebruik van de door Marco Polo (1254-1324) en andere reizigers vergaarde kennis over Oost-Azië. Vandaag de dag is de kaart in het bezit van de Nationale Bibliotheek in Parijs.

## Totstandkoming
De atlas werd gemaakt in opdracht van het hof van Aragon. Het was een geschenk van de troonopvolger en latere koning Johan I (1350-1396) aan de Franse kroonprins Karel (1368-1422).
Abraham en Jehoeda Cresques leefden op Mallorca, in deze periode een belangrijke centrum van cartografie. Het eiland stond bekend om de goede portolanen die daar werden vervaardigd. Portolanen waren middeleeuwse zeekaarten met een realistische weergave van havens, kusten en zeilrichtingen in het hele Middellandse Zeegebied, bedoeld als hulpmiddel voor de scheepvaart. Mallorca had nauwe banden met Sicilië, waar de Arabieren veel geografische kennis hadden overgebracht. Door hun joodse achtergrond hadden vader en zoon Cresques ook toegang tot de kennis die binnen de joodse gemeenschap was verzameld.

## Beschrijving

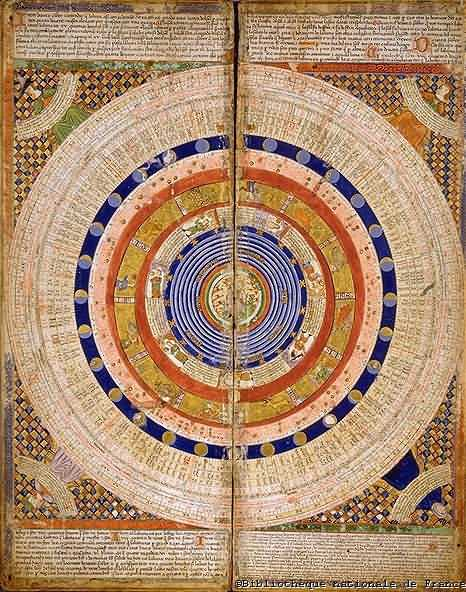
Het kosmografisch diagram

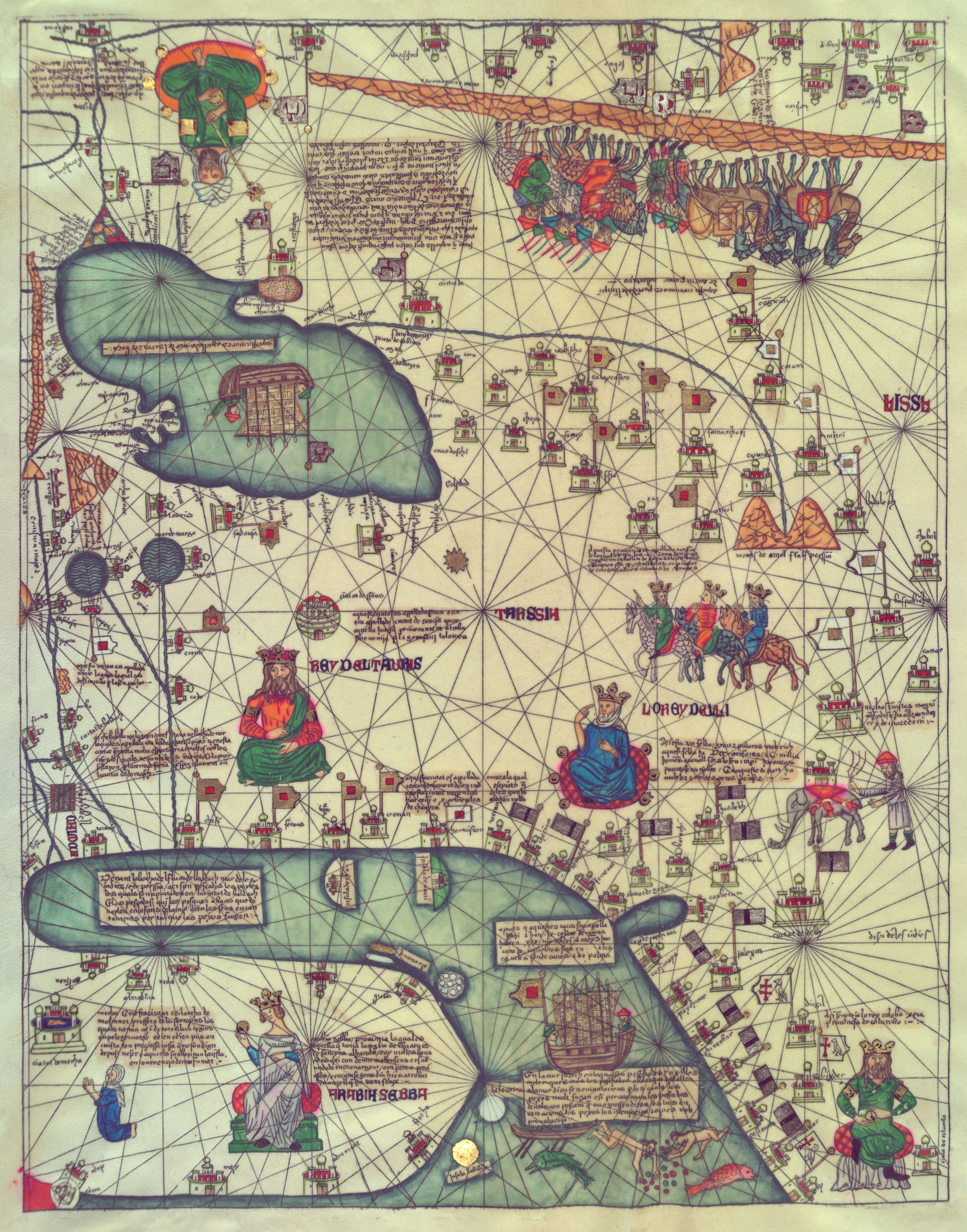
West-Azië

De Catalaanse wereldatlas bestaat uit zes gevouwen vellen, elk 65 bij 50 centimeter, die op houten panelen zijn geplakt. De eerste twee panelen zijn een geïllustreerde tekst over kosmografie, astronomie en astrologie. Het derde en vierde paneel beelden West- en Oost-Azië af, terwijl het vijfde en zesde paneel het Middellandse Zeegebied in de stijl van de portolanen weergeven.

### Eerste en tweede paneel: Kosmografie
De Catalaanse teksten op de eerste twee panelen bevatten een beschrijving van de bekende kennis over de wereld en de kosmos, gebaseerd op auteurs als Isidorus van Sevilla (560-636) en Honorius Augustodunensis († 1151). De tekst beschrijft een bolvormige aarde met een maximale omtrek van 180.000 stadiën. Uitgaande van 200 meter per stadie komt dat neer op 36.000 kilometer, ongeveer 10% minder dan de werkelijkheid. Berekeningen over de omtrek van de aarde speelden een belangrijke rol in het tijdperk van de grote ontdekkingen (zie ook Christoffel Columbus). De tekst bevat daarnaast nog allerlei praktische informatie over navigatie en astronomische berekeningen.
Op het eerste vel staan twee cirkelvormige diagrammen. Het eerste is een getijdentabel voor het berekenen van de hoogwaterstand tijdens volle maan. Het andere dient als hulpmiddel voor de berekening van de datum van Pasen en Pinksteren aan de hand van de maanstanden. De afbeelding van de man is gemarkeerd met de tekens van de dierenriem. Het kosmografisch diagram op het tweede paneel toont in het midden de aarde, afgebeeld als een astronoom die een astrolabium vasthoudt. In concentrische cirkels daaromheen worden de vier elementen, de zeven planeten, de tekens van de dierenriem en de posities en schijngestalten van de maan getoond. In de hoeken bevinden zich personificaties van de vier seizoenen.

### Derde en vierde paneel: Azië
De eigenlijke wereldkaart begint vanaf het derde paneel. Conform de stijl van de portolanen zijn afbeeldingen en teksten gericht op de boven- en onderranden, zodat de kaart gedraaid kon worden. De oriëntatie van de kaart is met het noorden aan de onderkant. De kaart begint links in Oost-Azië en eindigt rechts in de Atlantische Oceaan. Een van de innovaties van de Catalaanse wereldatlas is dat deze voor de beschrijving van Azië sterk leunde op de informatie uit Il Milione, het reisverhaal van Marco Polo. Deze Venetiaanse handelaar was met zijn vader Niccolò en oom Maffeo naar het Mongoolse Rijk van Koeblai Khan (1215-1294) gereisd. Marco Polo had Azië 24 jaar lang doorkruist en na zijn terugkeer in 1295 zijn bevindingen laten optekenen door de Pisaanse romanschrijver Rustichello van Pisa. De kaart toont in Catayo (China) de hoofdstad Chambaleth (Peking). Tal van andere steden in Indië en China kunnen worden geïdentificeerd. India wordt voor het eerst in een driehoekige vorm afgebeeld, maar Cresques plaatste Taprobane (Sri Lanka) op de plek van Sumatra en Java. Opmerkelijk is de weergave van de Kaspische Zee. Op de Hereford Mappa Mundi van 1300 mondde deze binnenzee nog uit in de wereldoceaan, maar Cresques koos voor de versie van de Griekse geograaf Claudius Ptolemaeus († 150). Deze beeldde de Kaspische Zee af als een binnenzee, maar wel met een foutieve oost-westoriëntatie. Ten noorden van de zee is het rijk van de Gouden Horde voor het eerst zichtbaar op een Europese kaart.

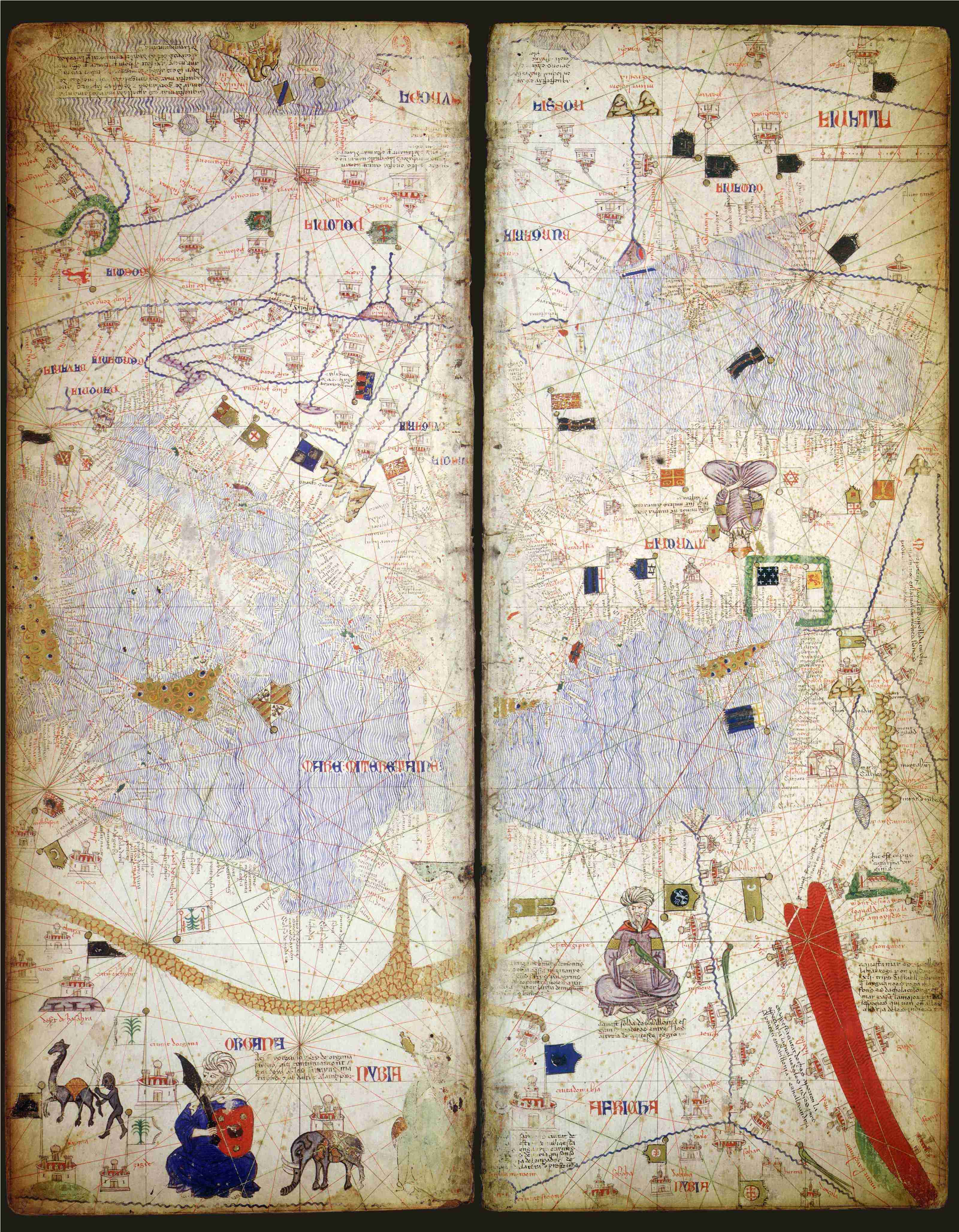
Het oosten van de Middellandse Zee

De lege plekken in dit deel van de atlas zijn rijk versierd met illustraties met Bijbelse en mythologische verwijzingen. Afgebeeld zijn onder andere de Drie Wijzen op weg naar Jeruzalem, Alexander de Grote die naar de duivel (de vleermuis met uitgestrekte vleugels) wijst, Koeblai khan, de Toren van Babel, de koningin van Sheba en de sultan van Delhi. De afbeelding van de karavaan met kamelen op de zijderoute is waarschijnlijk geïnspireerd door Marco Polo's reisverhaal.

### Vijfde en zesde paneel: de Middellandse Zee
De twee panelen die het Middellandse Zeegebied tonen zijn duidelijk geografisch gedetailleerder ingevuld. Veel steden zijn geïllustreerd; christelijke steden worden met een kruis aangeduid, islamitische met een koepel. Zoals gebruikelijk in portolanen worden de namen van belangrijke havens in rood geschreven, de rest in zwart. Opvallend is dat Corsica en Sardinië op beide panelen staan, een herhaling die op de Aziatische panelen niet terugkomt. In de Atlantische Oceaan is de allereerste kompasroos op een portolaan getekend.
Het noorden van Europa en het zuiden van Afrika worden niet op de kaart getoond. Wel zijn de net ontdekte Canarische eilanden (Iles Beneventurades) ingetekend. Het schip dat op de Atlantische Oceaan zuidwaarts vaart refereert aan de expeditie van Jaume Ferrer, die in 1346 op zoek ging naar de legendarische Riu del Or (rivier van goud). In het gebied van de Sahara is Mansa Moussa († 1337) getekend. Deze koning van Mali was befaamd om zijn rijkdom en zijn hadj naar Mekka.